# Локутки
Локутки́ — село в Україні, у Рівненській сільській громаді Ковельського району Волинської області.
Населення становить 82 особи.

## Історія
У 1906 році село Гущанської волості Володимир-Волинського повіту Волинської губернії. Відстань від повітового міста 87  верст, від волості 12. Дворів 10, мешканців 68.

## Населення
Згідно з переписом УРСР 1989 року чисельність наявного населення села становила 97 осіб, з яких 43 чоловіки та 54 жінки.
За переписом населення України 2001 року в селі мешкали 82 особи. 100 % населення вказало своєю рідною мовою українську мову.